# Пятьдесят сантимов (Франция)
Пятьдесят сантимов (фр. Cinquante centimes) — номинал французских денежных знаков, выпускавшийся в 1845—1964 годах в виде монет, а также в виде различных денежных суррогатов.

## Общегосударственные монеты
Чеканка серебряных монет в 50 сантимов, пришедших на смену выпускавшимся в 1803—1845 годах монетам в полфранка, начата в 1845 году при короле Луи-Филиппе. Рисунок новой монеты был аналогичен рисунку монеты Луи-Филиппа в 1⁄2 франка, чеканившейся в 1831—1845 годах, автором которой был Жозеф-Франсуа Домар.
В 1849 году, при Второй республике, тип монет был изменён. Новый тип «Церера» разработал Эжен-Андре Удине. В 1852 году вместо Цереры на аверсе появился портрет президента Луи-Наполеона Бонапарта, рисунок монеты разработал Жан-Жак Барр.
В 1853 году, после провозглашения Второй империи чеканка монет этого типа была продолжена, но была изменена легенда на аверсе и реверсе — «Французская Империя» вместо «Французская Республика» и «Император Наполеон III» вместо «Луи-Наполеон Бонапарт». В 1864 году тип монеты был изменён (тип Tête laurée) и одновременно снижена проба металла с 900 до 835. Рисунок новой монеты также выполнил Жан-Жак Барр.
В 1871 году, в период Третьей республики, была возобновлена чеканка монет типа «Церера», при этом была оставлена сниженная при Наполеоне III проба — 835-я. В 1897 году начата чеканка монет нового типа — «Сеятельница», рисунок которого выполнил Оскар Роти. Чеканка монет этого типа продолжалась до 1920 года.
В 1914 году, с началом Первой мировой войны был отменён золотой стандарт. Монеты из драгоценных металлов подвергались тезаврации и исчезли из обращения. В период войны, а также после её окончания, в обращении появилось большое количество различных денежных суррогатов. Чеканка серебряных монет стала невыгодной, но Франция продолжала придерживаться условий Латинского монетного союза и чеканить монеты в соответствии с нормами союза. Однако убыточность такой чеканки вынудила прекратить чеканку серебряных монет. В 1921 году начата чеканка бонов в 50 сантимов из алюминиевой бронзы. Формально это не было нарушением норм союза, так как боны выпускались не государством, а Коммерческой палатой Франции. Фактически эти боны обращались как общегосударственные денежные знаки. Рисунок этих монет разработал Жозеф-Франсуа Домар.
В 1927 году Латинский монетный союз был официально прекратил своё существование. В 1931 году была возобновлена чеканка монет в 50 сантимов от лица государства, при этом характеристики монеты (металл, размер и вес) соответствовали выпускавшимся ранее бонам Коммерческой палаты Франции. Рисунок новой монеты разработал Пьер-Александр Морлон. Чеканка монет этого типа производилась и в период оккупации, до 1941 года, а также после освобождения, в 1947 году.
В период Режима Виши первоначально, до 1941 года, продолжалась чеканка монет типа «Морлон» из алюминиевой бронзы. В 1941 году были выпущены алюминиевые монеты этого же типа, а в 1942—1944 годах выпускались монеты с символикой марионеточного Французского Государства. В 1944 году вновь начата чеканка алюминиевых монет типа «Морлон», их выпуск продолжался до 1947 года.
В январе 1960 года была проведена денежная реформа, введён «новый франк», равный 100 старым. Сантимы вновь вернулись в обращение. В 1962 году начат выпуск 50 сантимов типа «Марианна». Тип новой монеты, чеканившейся до 1964 года, разработал Анри Лагрифул. В 1965 году была начата чеканка новой монеты — полфранка типа «Сеятельница», и 1 ноября 1965-го 50 сантимов были изъяты из обращения. Более монеты в 50 сантимов во Франции не выпускались.
| Изображение                   | Изображение  | Диаметр, мм  | Толщина, мм  | Масса, г     | Металл                         | Гурт         | Годы чеканки                                       | Примечания                                                                                            |
| Луи-Филипп I                  | Луи-Филипп I | Луи-Филипп I | Луи-Филипп I | Луи-Филипп I | Луи-Филипп I                   | Луи-Филипп I | Луи-Филипп I                                       | Луи-Филипп I                                                                                          |
| ----------------------------- | ------------ | ------------ | ------------ | ------------ | ------------------------------ | ------------ | -------------------------------------------------- | --- |
|                               |              | 18           |              | 2,5          | Серебро 900                    |              | 1845—1848                                          | Монетные дворы — Париж (A), Руан (B), Страсбург (BB), Бордо (K), Лилль (W). Тираж — 9 581 743         |
| Вторая республика             |              |              |              |              |                                |              |                                                    | |
|                               |              | 18           | 2            | 2,5          | Серебро 900                    |              | 1849—1851                                          | Монетные дворы — Париж (A), Страсбург (BB), Бордо (K). Тираж — 3 088 118                              |
|                               |              | 18           |              | 2,5          | Серебро 900                    |              | 1852                                               | Монетный двор — Париж (A). Тираж — 1 009 907                                                          |
| Вторая империя (Наполеон III) |              |              |              |              |                                |              |                                                    | |
|                               |              | 18           |              | 2,5          | Серебро 900                    |              | 1853—1863                                          | Монетные дворы — Париж (A), Страсбург (BB), Лион (D). Тираж — 24 948 538                              |
|                               |              | 18           |              | 2,5          | Серебро 835                    |              | 1864—1869                                          | Монетные дворы — Париж (A), Страсбург (BB), Бордо (K). Тираж — 80 002 929                             |
| Третья республика             |              |              |              |              |                                |              |                                                    | |
|                               |              | 18           |              | 2,5          | Серебро 835                    |              | 1871—1874, 1878, 1881, 1882, 1886—1889, 1894, 1895 | Монетные дворы — Париж (A), Бордо (K). Тираж — 34 367 278                                             |
|                               |              | 18           |              | 2,5          | Серебро 835                    |              | 1897—1920                                          | Тип «Сеятельница». Тираж — 357 531 033                                                                |
|                               |              | 18           |              | 2            | Алюминиевая бронза             |              | 1921—1929                                          | Бон Коммерческой палаты Франции. Тираж — 446 702 060                                                  |
|                               |              | 18           |              | 2            | Алюминиевая бронза             |              | 1931—1933, 1936—1941, 1947                         | Тип «Морлон». Монетные дворы — Париж, Бомон-ле-Роже (B). Тираж — 526 916 602                          |
| Режим Виши                    |              |              |              |              |                                |              |                                                    | |
|                               |              | 18           |              | 0,75         | Алюминий                       |              | 1941, 1944—1947                                    | Тип «Морлон». Монетные дворы — Париж (A), Бомон-ле-Роже (B), Кастельсарразен (C). Тираж — 231 473 672 |
|                               |              | 18           |              | 0,8          | Алюминий                       |              | 1942—1944                                          | Монетные дворы — Париж (A), Бомон-ле-Роже (B), Кастельсарразен (C). Тираж — 348 256 162               |
| Пятая республика              |              |              |              |              |                                |              |                                                    | |
|                               |              | 25           | 7            | 1,5          | Медь-алюминий-никель 920/60/20 | гладкий      | 1962—1964                                          | Тип «Марианна». Тираж — 141 517 100                                                                   |

## Выпуски администраций заморских владений

### Монеты
В 1903 году на Гваделупе были выпущены металлические боны в 50 сантимов. На реверсе бонов имелась надпись о том, что они обеспечены депозитами казначейства. Выпуск этих бонов был повторён в 1921 году.
Подобные металлические боны, содержавшие надпись об обеспечении депозитами казначейства, были выпущены в 1922 году на Мартинике.
Во Французском Камеруне, с 1922 года находившемся под управлением Франции в качестве подмандатной территории, официально использовался в обращении французский франк, однако специально для Французского Камеруна в 1924—1926 годах чеканились монеты в 50 сантимов.
До 1945 года денежной единицей Французской Экваториальной Африки официально был французский франк. В связи с тем, что правительство колонии выступило на стороне Сражающейся Франции, связь с Банком Франции и возможность получения из метрополии денежной наличности (в том числе разменных монет) отсутствовала. В 1943 году на монетном дворе Претории были отчеканены монеты, на которых была изображена символика Сражающейся Франции — Лотарингский крест и галльский петух.
В 1944 году по той же причине в Лондоне были отчеканены монеты в 50 сантимов для Французской Западной Африки. Монета типа «Морлон» отличалась от аналогичной французской монеты наличием надписи на реверсе — «Французская Западная Африка».
| Аверс                             | Реверс    | Диаметр, мм | Толщина, мм | Масса, г  | Металл             | Гурт      | Годы чеканки | Примечания         |
| Гваделупа                         | Гваделупа | Гваделупа   | Гваделупа   | Гваделупа | Гваделупа          | Гваделупа | Гваделупа    | Гваделупа          |
| --------------------------------- | --------- | ----------- | ----------- | --------- | ------------------ | --------- | ------------ | ------------------ |
|                                   |           |             |             |           | Медь—никель        |           | 1903, 1921   | Тираж — 1 200 000  |
| Мартиника                         |           |             |             |           |                    |           |              |                    |
|                                   |           |             |             |           | Медь—никель        |           | 1922         | Тираж — 500 000    |
| Французский Камерун               |           |             |             |           |                    |           |              |                    |
|                                   |           |             |             |           | Алюминиевая бронза |           | 1924—1926    | Тираж — 14 300 000 |
| Французская Экваториальная Африка |           |             |             |           |                    |           |              |                    |
|                                   |           |             |             |           | Латунь             |           | 1943         | Тираж — 8 000 000  |
|                                   |           |             |             |           | Бронза             |           | 1943         | Тираж — 16 000 000 |
| Французская Западная Африка       |           |             |             |           |                    |           |              |                    |
|                                   |           |             |             |           | Алюминиевая бронза |           | 1944         | Тираж — 10 000 000 |

### Банкноты
В 1917 году в связи с недостатком монет мелких номиналов правительством Французской Экваториальной Африки были выпущены бумажные денежные знаки.
В 1922 году были выпущены бумажные денежные знаки Территории Камерун (Французского Камеруна).
В 1943 году кассовые боны в 50 сантимов были выпущены правительством Французских владений в Океании.
| Изображение                       | Изображение                       | Размер                            | Цвет                              | Год выпуска                       | Примечания                        |
| Французская Экваториальная Африка | Французская Экваториальная Африка | Французская Экваториальная Африка | Французская Экваториальная Африка | Французская Экваториальная Африка | Французская Экваториальная Африка |
| --------------------------------- | --------------------------------- | --------------------------------- | --------------------------------- | --------------------------------- | --------------------------------- |
|                                   |                                   |                                   |                                   | 1917                              |                                   |
| Французский Камерун               |                                   |                                   |                                   |                                   |                                   |
|                                   |                                   |                                   |                                   | 1922                              |                                   |
| Французские владения в Океании    |                                   |                                   |                                   |                                   |                                   |
|                                   |                                   |                                   |                                   | 1943                              |                                   |

## Денежные суррогаты

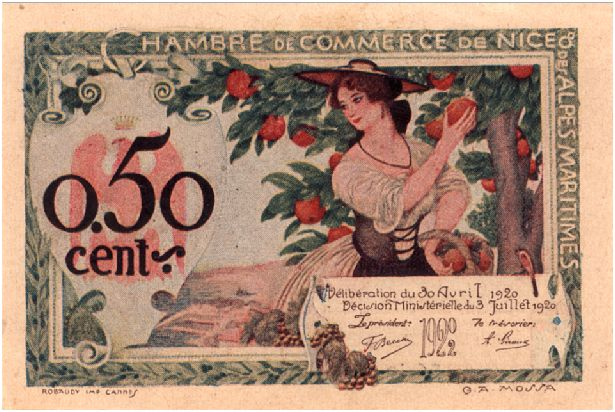
Бон Коммерческой палаты Ниццы, 1920 год

Выпуск различных денежных суррогатов (во французском языке принято название Monnaie de nécessité) происходил в различные периоды существования французского франка. Наибольшее распространение выпуск суррогатов получил в период Первой мировой войны (1914—1918) и в послевоенный период (1919—1924). В обоих этих случаях массовый выпуск суррогатов был вызван недостатком в обращении монет мелких номиналов, так объём чеканки монет не покрывал потребности обращения, а монеты из драгоценных металлов подвергались тезаврации.
Существует множество видов различных выпусков негосударственных денежных знаков — торговых палат (Франции, региональных палат, торговых палат муниципалитетов), муниципалитетов, частных предприятий. Если суррогаты торговых палат и муниципалитетов формально были обеспечены суммой, находившейся в казначействе, то частные выпуски, как правило, производились без всякого обеспечения.
Основные формы выпуска суррогатов в 50 сантимов:
- металлические — из алюминия и др. металлов и сплавов; круглые, восьмиугольные и др. форм (Трамвай Ла-Рошель, Café de la Paix (Ла-Рошель), лагерь военнопленных Седьер и др.);
- бумажные (Коммерческая палата Ниццы, Коммерческая палата Сен-Дизье, Коммерческая палата Парижа и мн. др.)[17]